# Põhja-Tallinn
Põhja-Tallinn (estniska för "Norra Tallinn") är ett av de åtta administrativa distrikten i Estlands huvudstad Tallinn. Det ligger huvudsakligen nordväst om stadens centrum och har 59 413 invånare (2016).

## Stadsdelar
- Kalamaja
- Karjamaa
- Kelmiküla
- Kopli
- Merimetsa
- Paljassaare
- Pelgulinn
- Pelguranna
- Sitsi